# Зеленичје
Зеленичје је шумски предео испод планине Острозуб, у изворишном делу Острозупске реке, која се улива у Рупску реку, настањен ловорвишњом званом „зеленичје“. Представља строги природни резерват и под заштитом је државе.

## Природни резерват
Познат је по биљној заједници Lauroceraso-Fagetum B. Jov. – заједница мезијске планинске букве (Fagus moesiaca Domin, Maly Czecz.) са ловорвишњом (Prunus laurocerasus L. var. serbica Panč.) – која се у народу овога краја назива „зеленичје“ или „зелениче“. С обзиром на чињеницу да се ради о реткој биљној врсти у свету, овај предео, површине 42 хектара, још 1950. године проглашен је строгим природним резерватом и стављен под заштиту државе.
Ова биљна заједница је структурирана тако да у спрату високог дрвећа доминира мезијска буква (Fagus moesiaca), а у спрату високог жбуња зеленичје (Prunus laurocerasus) и божиковина (Ilex aquifolium).

## Зеленичје — зелениче
Сама биљна врста зеленичје (зелениче или ловорвишња - Prunus laurocerasus) простире се на свега неколико хектара, на влажном, врло хладном, јако киселом земљишту, на проређеним деловима чисте букове шуме, на надморској висини 1200 – 1300 м, са годишњом сумом падавина од око 1000 мм. Здравији и бољи примерци овог зимзеленог жбуња или ниског дрвећа налазе се уз поток и крај воде, на северозападној падини планине, док су они на проређеним шумским деловима мањи и слабије развијени. Достиже висину шест до осам метара, цвета крајем маја и почетком јуна, а његове плодове махом разнесу птице, па се углавном размножава путем корена, вегетативно. 
Поред Острозуба, зеленичја има на Кавказу, Закавказју, у Ирану, Малој Азији, на Пелопонезу и у Бугарској (централна и источна Стара планина и Странџа планина).
У другом спрату дрвећа и спрату жбунова, поред зеленичја, јављају се још и обична бреза (Betula verrucosa), леска (Corylus avellana), јасика (Populus tremula), ива (Salix caprea), јаребика (Sorbus aucuparia) и друге врсте. Спрат приземне флоре је слабо развијен и сиромашан.
Према Црвеној књизи флоре Србије зеленичје је категорисано као крајње угрожен таксон у Србији (CR-Srb B1+2c) и није уврштен у европску и светску црвену листу флоре. Врста је у Румунији у категорији рањивог (VU) таксона (BOSCAIU et al. 1994:50).

## Предисторија
Постоји читава предисторија у сазнавању карактеристика зеленичја. Ову биљну врсту су мештани села Острозуба 1886. године показали Јосифу Панчићу, познатом ботаничару и првом председника САНУ, који је, истражујући просторе источне Србије, боравио на Власини и у овом крају. Он га је први научно и описао, па је његово име ушло у назив биљке. Задуго се мислило да не цвета, да се размножава само вегетативно, све док Емилија Илић није 1951. године пронашла два пресађена примерка зеленичја у фази цветања у селу Горња Лопушња, удаљеном 19 км од Острозуба, на знатно нижој надморској висини, око 700 m. Но, без обзира на то, и даље је преовладавало мишљење да зеленичје не цвета на свом природном станишту. То је трајало све до маја 1983. године, када је, обилазећи Острозуб, са својим студенатима, професор Новица Ранђеловић уочио присуство већег броја јединки зеленичја у пуном цвету. Тако је заблуда дуга скоро један век разрешена.
С обзиром на то да је зимзелена лепа украсна биљка, зеленичје су многи пренели у градове и пресадили у своја дворишта, а има га данас и у парковима и ботаничким баштама.
Поред зеленичја, под заштиту државе стављена је и трава росуља (Drosera rotundifolia L.), која расте на тресавама, а има је на рубном подручју Острозуба, на Власини и у атару насеља Млачиште.